# Орден Андрія Первозванного
Це стаття про орден Російської імперії. Про державну нагороду Російської Федерації див.: Орден Святого апостола Андрія Первозванного (Російська Федерація).
Орден святого апостола Андрія Первозванного — нагорода і орденська корпорація Московського царства, а з 1721 року — Російської імперії, заснована Петром I в 1698 році.

Правила одягання ордена

Як нагорода посідав найвищу сходинку в системі російських нагород. Мав знак ордена, який носився на широкій блакитній стрічці через праве плече, а в урочистих випадках — на орденському ланцюгу на грудях, а також зірку ордена. Девіз — «За віру і вірність». Нагороджені орденом іменувалися кавалерами ордена (корпорації) Андрія Первозванного. Одночасно кавалерами ордена серед російських підданих могли бути не більше 12 осіб, а разом з іноземцями їх кількість не повинна перевищувати 24 особи. Статут Ордена Андрія Первозванного офіційно затверджено імператором Павлом I 5 квітня 1797 року.
Першим кавалером ордена став Ф. Головін — адмірал російського флоту. Другим кавалером ордена був гетьман Лівобережної України Іван Мазепа. Після звістки про перехід Мазепи на бік Карла XII за наказом Петра I здійснено символічне позбавлення орденських відзнак манекена, що зображав Мазепу.
Від 1699 до 1916 року орденом Андрія Первозванного нагороджено близько 870 осіб. Серед них — відомі полководці та державні діячі П. Багратіон, М. Кутузов, Г. Потьомкін, П. Румянцев-Задунайський, О. Суворов, Наполеон I, принц В.-А. Ангальт-Бернбург, герцог А. Веллінгтон та інші.
Від 1740 року орденом Андрія Первозванного нагороджувалися всі новонароджені немовлята чоловічої статі в імператорській династії. Від 18 століття нагороджений орденом Андрія Первозванного автоматично ставав кавалером ордена Олександра Невського, орденів Білого Орла, Анни І-го ступеня, Станіслава І-го ступеня та отримував відзнаки цих орденів.
Ордену належав собор святого Андрія Первозванного у Санкт-Петербурзі. Свято ордена Андрія Первозванного — 30 листопада.
У дореволюційній Росії знаки ордена Андрія Первозванного стали частиною військової символіки. Після Лютневої революції 1917 року Тимчасовий уряд залишив орден Андрія Первозванного у системі нагород Росії, але нагородження ним з 1917 року не відбувалося.